# アメラジアン
アメラジアンまたはアメラシアン (Amerasian) はアメリカ軍人男性とアジア人女性が儲けた子女。延いてはその子孫を含むアメリカ人とアジア人の血を引く人々。
この語の初出は1953年とされている。『大地』などで知られるアメリカ人作家パール・S・バック（Pearl S. Buck）は1960年からこの言葉を使用し始めた。彼女は「パール・バック財団」などの組織や施設を建設し、米兵と現地女性との間に生まれた子らの救済に奔走した。この語は後に、アジアに派遣されたアメリカ合衆国の軍人などとアジア人女性との間の子を指す語として、アメリカの移民や帰化の部局で正式に使用されるようになった。1982年にアメリカ合衆国連邦議会で成立した、移民国籍法の修正 (Public Law 97-359) によって、多くのアメラジアンたちに合衆国市民権が与えられる道が開かれた。
第二次世界大戦、朝鮮戦争、ベトナム戦争で数千数万のアメリカ系アジア人の子供がアジア諸国や太平洋の島国など各地に誕生し、その多くは混血児として各国のマイノリティとなり、時には差別の対象になった。日本（特に沖縄県）、韓国、タイ、ベトナム、フィリピンなどに分布し、特にフィリピンには多数のアメラジアンが暮らしている。
日本では、1998年にアメラジアンスクール・イン・オキナワ（AASO）が開校したことで沖縄県の文脈で用いられるようになった言葉であり、在日米軍の米兵と地元女性との間に生まれた子供たちのことをいう。

## 米政府による公式定義
アメリカ合衆国司法省移民帰化局（Immigration and Naturalization Service、INS）によれば、アメラジアンとは
18歳かそれ以上、または自立した未成年者、またはこれらからの請願について外国人として処理される人物。1950年12月31日以後1982年10月22日までに朝鮮、ヴェトナム、ラオス、カンボジア、タイで、アメリカ市民を父として生まれた人物
のことである（INSへの指示 第360号書式、「アメラジアン、未亡人、特別移民者への請願について」から）。
アメリカ合衆国によるこの公式定義は1982年の連邦議会での法案（Public Law 97-359）の結果によるものだが、アメリカ内では現在すべてのアジア系アメリカ人を含めて考えることも多い。

## 米兵とアジア人女性との子ら
もともとの定義では、アメラジアンはアジアで生まれた米軍人と現地人間の子供である。また、父がアメリカ人の沖縄県で生まれた日米に出自のある子供、父が朝鮮戦争時の米軍兵の韓国で生まれた子供なども含み、後者は1960年代にアメリカのテレビで人気を博したソープ・オペラ『Love is a Many Splendored Thing』（1955年の映画『慕情』のスピンオフ）に見られる。その他、アメリカ統治時代からベトナム戦争にかけて長い間大勢のアメリカ人がいたフィリピンでは大量のアメリカ系フィリピン人が生まれた。ベトナム戦争時には米軍の基地となったタイや南ベトナム(北緯17度線以南のベトナム)でもアメラジアンは多い。広義では、アメリカが統治したり基地をおいた太平洋の島々におけるポリネシア人（ハワイ先住民を含む）やメラネシア人、ミクロネシア人に出自のある人や、小笠原諸島における欧米系島民もアメラジアンとみなされることはある。
アメラジアンは多様な人種・民族からなっているが、メスティーソやムラートなどと同様に、ある種の共通した出自を持つ人々に対する定着した語となりつつある。アメラジアンの母がアジアのさまざまな人種・民族からなるのと同様、アメラジアンの父もさまざまな人種・民族系統からなる。

## 差別と不安定な立場
アジア諸国は人種的に均一な国が多く、アジアの外からはアジア人は混血児に対して排他的とのステレオタイプ的解釈がなされることもあるが、アメラジアンへの処遇にはより複雑な面がある。アジアが貧しかった時代、朝鮮戦争やベトナム戦争当時は、アメリカ兵が出入りする店で働く女性を現地妻とするアメリカ兵もおり、そこから多くの子供が生まれた。このため、アメリカ兵相手の商売をする女性への偏見が、アメラジアンと称される子供への差別につながった。またこの差別は、貧しさのために多くの女性が豊かなアメリカ人になびいたという嫉妬や偏見に基づく現地の住民感情にも結びつき、母の職業がどうあれ米亜混血児全体に拡散した。
豊かになった1970年代以後の日本でも、米軍人との子を産んだことで母子が実家や親戚などから責められたり、勘当や絶縁、相続上での差別など不当な扱いを受けたり、社会に広がる反基地感情や反米感情の矛先がアメラジアンにむけられることもある。差別される子供は地元の子らと外見が違う事がいじめの対象となりうる。特にアフリカ系アメリカ人との間にできた子供に対しては、肌の色が一般の日本人から大きくかけ離れていることもあってその傾向が強い。
日本では、1984年の国籍法改正までは子の国籍に父の側からだけ認める父系血統主義をとっていたため、父の所在の分からない子供たちは一様に無国籍児となっていた（同年、母の側の国籍も取得できるよう父母両系に改正されたため解消）。沖縄県では、父が米国などに転勤して子供が母との暮らしをしている場合、国籍がないために教育を受けられないケースもあった。また、父と同居している場合は軍から基地内で教育を受ける援助が与えられるが、父が離れると軍の援助が停止され、教育費が高く学校に行けなくなることがあった。父が米国に別の家族を持っているため、父が本国の家族には日本での子供の存在を内緒にしていたという事情から渡米しにくい場合もあり、また日本語ができず義務教育で地元の学校に通うことのできない場合や、いじめが原因で地元の学校に通えない場合もあった。このため民間のアメラジアン向け学校が誕生し、こうした活動を受けて、地元自治体や日本政府も民間学校へ援助を行ったり義務教育扱いにするなどしている。
多くの国でアメラジアン支援のための運動や組織もあり、アメラジアンのアメリカ移民も続いている。アメラジアンの中には（特に父が白人の場合）俳優として人気を博する者もいる。

### アメリカ在住のアメラジアンによる組織
- Amerasian Childfind Network (Clint Haines - Vietnam Veteran)
- Amerasian Family Finder (Jennifer Williams - Filipino Amerasian)
- Amerasian Citizenship Initiative (Shannon Pham - Vietnamese Amerasian)
- Operation Reunite (Trista Goldberg - Vietnamese Amerasian)
- Amerasian Foundation (Kevin Miller, Jr. - Japanese Amerasian)
- Vietnamese Adoptee Network
- Adopted Vietnamese International (Indigo Willing - Vietnamese Adoptee)